# Aranarache
Aranarache (o Aranaratxe in basco) è un comune spagnolo di 93 abitanti situato nella comunità autonoma della Navarra.